# 5 شارع الحبايب (فلم)
5 شارع الحبايب فيلم دراما غنائي مصري للمخرج السيد بدير عام 1971، وكتب السيد بدير أيضاً القصة والسيناريو والحوار بمساعدة المخرج وكاتب السيناريو أحمد ثروت. الفيلم من بطولة حسن يوسف ونجلاء فتحي ومحمد عبد المطلب  وتدور الأحداث بين سكان إحدى المباني السكنية وسكانها الذين تتنوع مشاكلهم ورغباتهم.
صدر الفيلم إلى دور العرض المصرية في 12 أبريل 1971.
منح موقع قاعدة بيانات الأفلام على الإنترنت (IMDB) الفيلم درجة 2.7/ 10.
منح موقع قاعدة بيانات الأفلام العربية «السينما.كوم» الفيلم درجة 5.6/ 10.

## طاقم التمثيل
- حسن يوسف: في دور عادل شكري (الموسيقار الشاب)
- نجلاء فتحي: في دور مها (خطيبة عادل)
- محمد عبد المطلب: في دور «طلب» (المغني المتقاعد)
- نجوى فؤاد: في دور زيزي (الراقصة)
- آمال شريف: في دور الست نازله (مالكة العمارة 5 شارع الحبايب)
- عبد الرحيم الزرقاني: في دور رفعت بك (العجوز الثري زوج زيزي)
- سيد زيان: في دور المعلم مرسي (الجزار)
- محمد أبو حشيش: في دور مرسال
- عزة فؤاد: في دور الطفلة شفاعه
- مها سليم: في دور أم شفاعه
- إسكندر منسي: في دور موظف المعاشات
- سيف الله مختار: في دور بائع الترمس
- علية عبد المنعم: في دور أم مها
- محمد سلطان: في دور مدرب الرقص
- سيد عبد الله: في دور حامد بك (الممول)

بالاشتراك مع: سمير ولي الدين، حسين المليجي، حلمي حليم، سيد غنيم، رضوان حافظ، سنية شوقي، ميمي أحمد، طوسون معتمد، سميحة محمد، سمير رستم، حمدي مرسي.

## أغاني الفيلم
ألف تحية وألف سلام - يا بو قلب ذهب - ولا ألف جواب
كلمات الأغاني: محمد حمزة - ألحان: بليغ حمدي
الغناء: محمد عبد المطلب 

## أحداث الفيلم
تسمح الست نازله (آمال شريف)، مالكة العمارة رقم 5 شارع الحبايب، لعديد من النماذج البشرية المختلفة بالسكن في عمارتها. يسكن عندها المعلم مرسي الجزار (سيد زيان) الذي يذبح خارج السلخانة، ويبيع بأسعار تفوق التسعيرة الجبرية، وهو متزوج من 3 نساء ولديه 13 من الأبناء. الراقصة زيزي (نجوى فؤاد) هي أيضاً من سكان العمارة وهي متزوجة سراً من العجوز الثري رفعت بك (عبد الرحيم الزرقاني) بينما تخونه مع مدرب الرقص (محمد سلطان). تقيم بالعمارة أيضاً مها (نجلاء فتحي) التي تعيش مع والدتها (علية عبد المنعم) وتعمل بمرتب 10 جنيهات بعد وفاة والدها، ويتأخر صرف معاشه بسبب الروتين. تقيم هناك أيضاً الست أم شفاعة (مها سليم) التي تجند ابنتها الصغيرة شفاعة (عزة فؤاد) في التلصص على سكان العمارة ونشر أخبارهم للإيقاع فيما بينهم، وتقوم بتربية الدجاج والأرانب فوق سطح المبنى. بالعمارة أيضاً المطرب «طلب» (محمد عبد المطلب)، بعد 50 عاماً من الغناء لا يمتلك مالاً يكفى لتسديد ضرائبه. هناك أيضاً عادل شكري (حسن يوسف) خريج معهد المسرح الموسيقي، الذي يبحث عن ممول لإخراج أوبريت غنائي راقص، ويشاركه في سكنه التمرجي جميل (إبراهيم سعفان) الذي يسرق دجاج وأرانب الست أم شفاعة. يقع عادل في حب الجميلة مها، ويساعدها في الحصول على معاش والدها المتوفي، ويساعد المعلم مرسي على مشكلته مع مفتشي التموين، كما يساعد المطرب «طلب» على حل مشكلة الضرائب، وينصح جميل بعدم سرقة دجاج وأرانب أم شفاعة، ويقوم، ومعه جميل، بضرب عشيق الراقصة زيزي حتى يبتعد عنها، حماية للزوج رفعت بك، الذي يشكو لهم تقدم أحد الدبلوماسيين للزواج من إبنته، ويخشى أن يعرف انه متزوج سراً من راقصة، فيحاول عادل مساعدته بالاتفاق مع «طلب»، على تمثيل الحب على زيزي، التي تعلم مشكلته في تمويل الأوبريت، وتقوم هي بدورها وتقدمه للممول حامد بك (سيد عبد الله) وتشترك معه بالرقص في الأوبريت. يواعد عادل الراقصة زيزي بعد منتصف الليل في شقتها، ويقوم بتسريب الخبر ليفاجئهم رفعت بك ويطلقها، وتحل مشكلته، بينما تسوء العلاقة بين عادل ومها، بسبب علاقته بالراقصة. يطلق المعلم مرسي زوجاته من أجل الزواج بمها، لكن إدارة التموين تلقي القبض عليه وتضبط الأختام المزورة، بينما تضبط أم شفاعة سارق الدجاج. تنسحب زيزي من العمل مع عادل وتطلب من الممول حامد بك تقديم الشيكات التي وقعها عادل للنيابة ولكن «طلب» يفهم مها الحقيقة، فتأتى لعادل بمصاغها ليسدد به الشيكات ويخرج الأوبريت.

## استقبال الفيلم
كتب حاتم سعيد حسن في 21 أغسطس 2019 على موقع الوطن: «بعد مرور 23 عاما أنتج» عبد المطلب«ثاني أفلامه السينمائية والأخيرة في عام 1971 وهو فيلم»5 شارع الحبايب«وجسد خلال أحداثه شخصية الفنان» طلب«... كان لعبد المطلب تجربة مع الإنتاج السينمائي في عام 1948 حينما أنتج فيلم»الصيت ولا الغنى" من بطولته وشاركه في البطولة زوزو حمدي الحكيم، إسماعيل ياسين، محمود شكوكو وعلي الكسار... لم يكن اهتمام عبد المطلب بالغناء والطرب فقط... قدم خلال مسيرته الفنية ما يقارب 25 فيلما سينمائيا".

## وصلات خارجية
- مقالات تستعمل روابط فنية بلا صلة مع ويكي بيانات
- 5 شارع الحبايب على الدهليز
- 5 شارع الحبايب على كاروهات

https://www.youtube.com/watch?v=kZJ2LH_c-Es 5 شارع الحبايب (فيلم)